# Frank Troeh
Frank Merlin Troeh  (Sioux City, Iowa, 19 de febrer de 1882 – Portland, Oregon, 24 de desembre de 1968) va ser un tirador estatunidenc que va competir a començaments del segle xx.
Nascut a Iowa, va créixer a Dakota del Nord. Posteriorment es va traslladar a l'estat de Washington i més tard a Oregon, on va dominar el tir esportiu durant més de 20 anys. Entre 1913 i 1930 es va situar sempre entre els 25 millors tiradors cada any. El 1920 va prendre part en els Jocs Olímpics d'Anvers, on disputà dues proves del programa de tir. Guanyà la medalla d'or en la competició de la fossa olímpica per equips i la de plata en la prova individual.
El 1934 va guanyar les quatre proves del campionat de tir d'Oregon, una fita mai realitzada fins aleshores. Troeh va continuar competint fins a la dècada de 1950.
El 1970 fou incorporat al National Trapshooting Hall of Fame i el 1980 va inaugurar l'Oregon Sports Hall of Fame.